# Beretta M1918
O Moschetto Automatico Revelli-Beretta Mod.1915 (Beretta M1918 ou M18), foi uma carabina italiana, desenvolvida no final da Primeira Guerra Mundial por Tuillio Marengoni e utilizada pelas Forças Armadas Italianas em 1918. Projetada como uma carabina semi automática, a arma foi baseada no mecanismo da pistola-metralhadora Villar Perosa M15.

## História
A M18 (nomeada oficialmente no Real Exército Italiano como Moschetto Automatico Revelli-Beretta - Mosquete Automático Revelli-Beretta) nasceu na ideia de transformar a pistola-metralhadora Villar Perosa, uma arma embarcada em aeronaves, em uma arma portátil.
A M18 entrou em serviço por volta de 1918, sendo distribuída para os Arditis italianos, estando em serviço na Abissínia e na Segunda Guerra Mundial, onde foi utilizada no front da Líbia até 1941, quando foi oficialmente substituída pela MAB 38. Um total entre 4 e 5 mil unidades desse modelo foram produzidos e entregues.
Nos anos 30, foi desenvolvida a versão Beretta Mod.18/30, modificada para uso policial, com tiro somente semi automático e disparando por ferrolho fechado. Essa arma foi utilizada pela Milícia Florestal. pela Polícia Argentina e pela Etiópia.

### MIDA
Enquanto a M18 padrão era uma arma semi automática, várias variantes experimentais foram desenvolvidas com capacidade de fogo automático. Maioria desses experimentos não foram feitos pela Beretta, mas pela Manifattura Italiana d'Armi (MIDA), de Brescia. Esses protótipos incluíam os modelos "Brigillo", com dois gatilhos (dianteiro para fogo intermitente e traseiro para fogo automático). Além do gatilho, os protótipos da MIDA também variavam da M18 original em maioria de seus componentes, como coronhas, aparelhos de mira, retém do carregador, janela de ejeção e montagem de baioneta (na qual, foi utilizado a da carabina Carcano TS). Uma arma experimental da MIDA foi modificada para ter seu carregador montado a direita. Apesar de um pequeno lote de submetralhadoras MIDA ter sido produzida, não há indícios que elas tenham sido postas em serviço.

## Características
A M18 não é mais que o mecanismo da pistola-metralhadora Villar Perosa M15 rearranjado de uma forma mais conveniente, de modo a tornar a arma mais portátil. A ação básica da Villar Perosa (ferrolho aberto e recuo por gases com retardo, calibre "9mm Glisenti" com carregadores de 25 tiros montados na parte superior) foi mantida intacta, além da alavanca do ferrolho, a tampa da extremidade do câmara e a munição das pistolas originais.
Essas poucas modificações resultaram na Beretta M18, tudo baseado no das espingardas italianas na altura em serviço, na colocação de uma coronha de madeira com um entalhe de ejecção na parte inferior e na instalação de uma baioneta dobrável semelhante às em uso nas carabinas italianas. O resultado foi uma arma prática e manejável, mas mantendo o mecanismo idêntico.

## Variantes
- Beretta Mod.18/30: Versão semi automática modificada para uso policial;
- MIDA: Protótipo de submetralhadora baseada na M18.

## Usuários
- Albânia
- Arábia Saudita: Beretta Mod.18/30, adquiridos usados[4] por volta de 1938.[5]
- Argentina: Beretta Mod.18/30, adquiridas em 1933. Utilizadas pela Polícia Federal Argentina e pela Polícia Provincial de Buenos Aires;
- Etiópia: Beretta M1918 e Beretta Mod.18/30 adquiridas da Itália e postas em serviço pela Kebur Zabagna,[4][1] algumas enviadas para a Eritréia e apreendidas pelos etíopes.[1]
- França: Um numero desconhecido de submetralhadoras Mod.18/30 foram traficadas pela OVRA para a La Cagoule, em troca de favores para o governo italiano.[1]
- Itália